# دالاس بروكس
دالاس بروكس (22 أغسطس 1896 في المملكة المتحدة - 22 مارس 1966 في أستراليا) (بالإنجليزية: Dallas Brooks)‏ هو ضابط بحري وسياسي ولاعب كريكت بريطاني. لعب مع نادي مقاطعة هامبشاير للكريكت ‏.

## وصلات خارجية
- دالاس بروكس على موقع إي آس بي آن كريك إنفو (الإنجليزية)